# Tormento (film 1947)
Tormento (Dear Murderer) è un film del 1947 diretto da Arthur Crabtree.

## Trama
Lee Warren uccide Richard Fenton, l'amante di sua moglie Vivien, commettendo quello che crede essere un delitto perfetto: il caso ha tutte le apparenze di un suicidio, con tanto di lettera scritta – sotto dettatura – di pugno dalla vittima, che corrobora l'ipotesi che Fenton si sia tolto la vita per una delusione d'amore con la donna.
Ma – inaspettatamente per Lee – appare che Vivien ha un altro amante, che è succeduto a Fenton, tale Jimmy Martin. Con criminosa solerzia Lee riesce rapidamente a manipolare gli indizi in modo da far cadere l'ipotesi di suicidio e da far sì che l'ispettore Pembury incrimini ed arresti per l'omicidio di Fenton proprio Jimmy Martin.
Lee, scosso dai sensi di colpa, in seguito inventa e racconta all'ispettore una fantasiosa storia, nel tentativo di scagionare Martin senza peraltro far cadere i sospetti su di sé, ma non viene creduto. Vivien, dal canto suo, in seguito ad una serie di avvenimenti ed elucubrazioni, conclude che l'unico modo di scagionare Martin consiste nell'uccidere il marito somministrandogli una dose letale di medicinali. Curiosamente questo delitto è perpetrato dalla donna in modo simile al primo omicidio: un falso suicidio, con la consueta lettera accompagnatoria.
L'ispettore si imbatte nel cadavere di Lee, e  - in base a qualche considerazione peraltro sottaciuta – arresta Vivien. Della sorte di Martin non si fa menzione.